# Lewis (seizoen 9)
Het negende seizoen van Lewis liep van 6 oktober 2015 tot en met 10 november 2015 en bevatte drie afleveringen. Dit seizoen bevat drie afleveringen, gesplitst in twee delen voor Verenigd Koninkrijk. In andere landen werden deze afleveringen in het geheel uitgezonden.

## Rolverdeling
- Kevin Whately - inspecteur Robert Lewis
- Laurence Fox - inspecteur James Hathaway
- Nicholas Jones - Philip Hathaway
- Sally Scott - Nell Hathaway
- Angela Griffin - rechercheur Lizzie Maddox
- Steve Toussaint - chief superintendent Joe Moody
- Clare Holman -  patholoog-anatoom Laura Hobson

## Afleveringen
| Nr. | Aflevering | Titel                        | Regisseur      | Schrijver        | Selectie gastrollen | Uitzenddatum                     |  |
| --- | ---------- | ---------------------------- | -------------- | ---------------- | --- | -------------------------------- |  |
| 31 | 1          | One For Sorrow Deel 1 + 2    | Nick Laughland | Helen Jenkins    | Helen Schlesinger - Vivienne Tedman Finn Cole - Ollie Tedman Steve Pemberton - Ian Tedman Shanaya Rafaat - Talika Desai Naomi Scott - Sahira Desai Tim Pigott-Smith - Jasper Hammond Andreea Paduraru - Jenny March Ralf Little - Sean Wilkinson                                                 | 16 oktober 2015 23 oktober 2015  |  |
| Lewis en Hathaway maken kennis met hun nieuwe superintendent Joe Moody, en hij vraagt zich meteen af of Lewis wel nodig is in zijn team. Na een tentoonstelling van antropomorfisme taxidermie wordt het dode lichaam van een jonge studente in haar slaapkamer dood gevonden. Lewis, Hathaway en Maddox duiken in de wereld van sociale media, drugs, taxidermie, alternatieve kunst een de dakloze Oost-Europeaanse bevolking voor het vinden van het motief en de dader. Ondertussen wordt Hathaway geconfronteerd met zijn demente vader en zus met wie hij al lang geen contact meer heeft gehad. |            |                              |                |                  | |                                  |  |
| 32 | 2          | Magnum Opus Deel 1 + 2       | Matthew Evans  | Chris Murray     | Martin Wenner - Phil Beskin Honeysuckle Weeks - Carina Beskin Serena Evans - Grace Beskin Daniel Flynn - Jay Fennell Stephen Boxer - Wouter Eisler Syreeta Kumar - Annapurna Kinneson Wil Johnson - Dax Kinneson Jaygann Ayeh - Nate Hedesan Isabella Laughland - Gina Doran                     | 20 oktober 2015 27 oktober 2015  |  |
| Wanneer een dood lichaam wordt gevonden in een weiland gaan Lewis, Hathaway en Maddox op onderzoek uit. Als zij zich realiseren dat er drie meerdere moorden gepleegd gaan worden, door tekeningen van alchemieafbeeldingen, moeten zij haast achter het onderzoek zetten voordat dit gaat gebeuren. Na het derde slachtoffer met eenzelfde alchemieafbeelding ontdekt Hathaway dat alle slachtoffers meewerkten aan Westerse esoterie en Christelijke rituelen, wat inhield dat zij vergiffenis zochten. Het verder onderzoek wijst uit dat de oplossing ligt in een ongeluk van acht jaar geleden, dat als een ongeluk afgedaan werd. Ondertussen probeert Hathaway de tijd met zijn vader in zijn goede jaren af te sluiten. |            |                              |                |                  | |                                  |  |
| 33 | 3          | What Lies Tangled Deel 1 + 2 | David Drury    | Nick Hicks-Beach | Mali Harries - Sarah Alderwood David Warner - Donald Lockston Oliver Lansley - David Capstone Tristam Summers - Adam Capstone Zoe Tapper - Elizabeth Capstone Ian Puleston-Davies - Frank Guitteau Lynda Rooke - Joyce Guitteau Emerald O'Hanrahan - Kate McMurdoch Tosin Cole - Djimon Adomakoh | 3 november 2015 10 november 2015 |  |
| Op een zomerse dag in Oxford vindt er een bomexplosie plaats waarbij een professor om het leven komt. Lewis, Hathaway en Maddox gaan op onderzoek uit, zij ontdekken al snel dat het slachtoffer er veel affaires op na hield met jongere vrouwen. De broer van het slachtoffer, die ook een collega van hem was, vertelt hen dat zijn broer regelmatig dreigbrieven kreeg. Verder onderzoek brengt een verkrachtingszaak boven van een studente die later zelfmoord pleegde, dit zorgt ervoor dat haar ouders hoog op de verdachtenlijst komen te staan. Nadat de ouders toch onschuldig blijken te zijn, en er een bomaanslag op de broer plaatsvindt, vermoeden zij dat de dader toch dichter bij huis gezocht moet worden. Ondertussen maken Lewis en dr. Hobson zich op voor hun lange reis naar Nieuw-Zeeland, Lewis begint dan toch twijfels te krijgen of hij wel moet gaan. |            |                              |                |                  | |                                  |  |